# MARS (literatura)

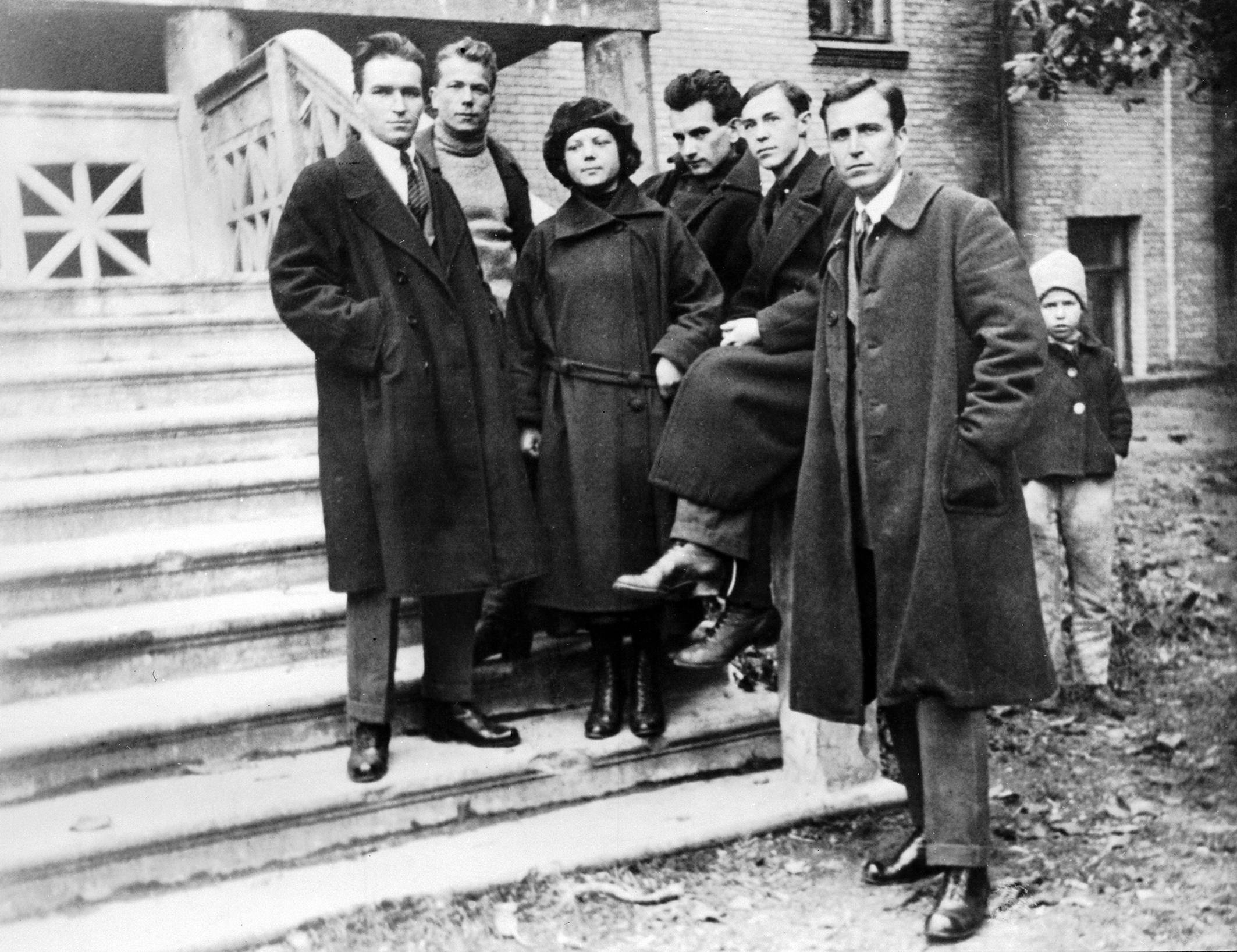
Miembros del grupo literario Lanka. De izquierda a derecha: Boris Antonenko-Davidovich, Hrihori Kosinka, Maria Halich, Yevhen Pluzhnik, Valerian Pidmohilni, Todos Osmachka, en 1925

El taller de literatura revolucionaria, MARS en sus siglas ucranianas, en ucraniano: Майстерня Революційного Слова, МАРС, fue una asociación y movimiento literario. Fundado en Kiev en 1924 bajo el nombre de Lanka, rebautizada como MARS en 1926.
Formaron parte de este grupo los escritores Valerian Pidmohilni, Hrihori Kosinka, Yevhen Pluzhnik, Boris Antonenko-Davidovich, Dmitro Falkivski, Todos Osmachka, Boris Teneta, Ivan Bagryani, Gordi Brasiuk, Maria Halich, además de otros. La asociación rechazó el acomodo político, por lo que fue perseguida por las autoridades del Partido Comunista. En 1929 se vieron obligados a cesar sus actividades y los que habían formado parte fueron reprimidos durante la Gran Purga, falleciendo mucho de ellos en gulags.

## Historia
En el verano de 1924, el grupo Lanka se separó del polifacético grupo Aspis, que posteriormente reuniría a los escritores de Kiev bajo la dirección de Mikola Zerov.
La organización reunió a siete jóvenes escritores de Kiev. El papel del líder se atribuye a Valerian Pidmohilni: «Valerian Pidmohilni, el organizador y el alma de ‹Lanka›, fue el líder aquí, que dio el nombre a este grupo, que nos unió, tan diferentes en nuestro rostro creativo, en una sociedad unida» (Boris Antonenko-Davidovich). El nombre de la organización fue inspirado por la voluntad de los ucranianos de «llenar el vacío creado en la literatura ucraniana después de grandes cataclismos y convertirse en un eslabón de una cadena rota» con su creatividad.
Entre los objetivos que se marcaban los miembros estaba el reflejar fielmente el día en formas artísticas, tal como se sintetiza en la imaginación creativa, el objetivo de la organización. En un aspecto más mundano, buscaban la cooperación amistosa, asistencia mutua, protección de los derechos de autor. Otras actividades fueron el estudio, el seguimiento del desarrollo de la literatura de las repúblicas soviéticas y la literatura mundial, la traducción de los mejores ejemplos de la literatura mundial al ucraniano, la participación en la prensa de la RSS de Ucrania, y la organización de fiestas públicas y debates. Por ejemplo, en 1924 entregaron una colección de obras de todos los miembros y organizaron tres fiestas. Lanka celebraba sus veladas literarias en el salón de la Biblioteca Nacional de la Academia de Ciencias de Ucrania (ahora el salón de actos del Edificio Amarillo de la Universidad Taras Shevchenko).
Valerian Pidmohilni y Boris Antonenko-Davidovich representaron la posición de Lanka en la Discusión literaria de 1925–26.
El 7 de noviembre de 1926, Lanka se reorganizó como MARS (Taller de literatura revolucionaria). El objetivo de la organización era unir a los escritores y críticos revolucionarios de Kiev, para la lucha contra la grafomanía (la manía de escribir) y la arrogancia en la literatura. Colocando los «fundamentos del Partido Comunista» como base de su trabajo artístico, MARS otorgó a sus miembros el derecho a utilizar diversos medios literarios y artísticos. La organización incluía a autores como: Antonenko-Davidovich, Brasyuk, Halich, Kachura, Kosinka, Pidmohilni, Pluzhnik, Teneta, Falkivski, Yaroshenko, Dmitro Tas e Ivan Bahriani se unieron más tarde. La actividad de la editorial Masa [Маса] dependía de MARS. En 1927, los escritores de MARS, entre otros, acompañaron al escritor rumano Panait Istrati a la montaña de Chernech. 
En 1928, bajo presión externa, MARS se desintegró, pero su núcleo —los siete ‹encadenados›— continuaron unidos, no solo por relaciones amistosas, sino también por sus puntos de vista comunes sobre la literatura, que conservaron hasta el final de sus vidas. A partir de 1934 los miembros de la organización, a excepción de Maria Halich, fueron reprimidos y en muchos casos ejecutados, y sus obras silenciadas durante largo tiempo.

## Lugar en la literatura ucraniana
Viktor Petrov escribió sobre la organización lo siguiente: «Lanka-MARS fue para Kiev lo que VAPLITE-Prolitfront fue para Járkov: una organización destacada que reunió a la gran mayoría de los escritores de la ciudad», señalando que su peso artístico no era inferior al de Vaplite. En su autobiografía, Ivan Bahriani afirma que MARS se percibía como la rama de Kiev de VAPLITE e Ivan Koshelievets insistió en la individualidad artística de la organización de Kiev. A diferencia de VAPLITE, no rechazaron los logros de la escuela realista doméstica, no apoyaron las pautas del arte lúdico y no aceptaron experimentos lingüísticos.

## Rastro en la literatura ucraniana
En la novela de Valerian Pidmohilni, Ciudad [Місто], aparece de forma vaga Yevhen Pluzhnik (en la imagen del poeta Vyhorskyi), y la biografía creativa del héroe se compila a partir de acontecimientos de la vida de varios escritores reales. En particular, el episodio en el que Radchenko presenta su primer cuento al célebre crítico está tomado de la vida de Boris Antonenko-Davydovych. Muchos años después, este último sacará a relucir al propio Pidmohilni y a Pluzhnilk en su obra Purga [Чистка]. Esta obra resuena con otra obra de Pidmohilni, De la vida de la casa [З життя будинку], en la que el autor describe la vida real: cuando Todos Osmachka fue tildado de loco, Kulik respondió: «Pero es un loco bolchevique», lo que es citado en ambas obras. Más tarde, los miembros de Lanka se convertirían en los prototipos de los héroes de la novela Los hijos del camino Chumatsky [Діти чумацького шляху] de la ex-labradora de Kiev, Dokiya Humenna.